# Kanton Le Mêle-sur-Sarthe
Kanton Le Mêle-sur-Sarthe (francouzsky Canton du Mêle-sur-Sarthe) byl francouzský kanton v departementu Orne v regionu Dolní Normandie. Tvořilo ho 15 obcí. Zrušen byl po reformě kantonů 2014.

## Obce kantonu
- Aunay-les-Bois
- Boitron
- Bursard
- Coulonges-sur-Sarthe
- Essay
- Hauterive
- Laleu
- Marchemaisons
- Le Mêle-sur-Sarthe
- Le Ménil-Broût
- Ménil-Erreux
- Neuilly-le-Bisson
- Saint-Aubin-d'Appenai
- Saint-Léger-sur-Sarthe
- Les Ventes-de-Bourse